# Emily Dickinsonová
Emily Dickinsonová (10. prosince 1830 Amherst – 15. května 1886 Amherst) byla americká básnířka 19. století, avšak povahou poezie a svým osobním apelem byla roku 1930 označena britským básníkem a kritikem za „nejsoučasnější, nejživější z básníků“. Celé její dílo s výjimkou 13 básní bylo objeveno a vydáno až po její smrti. Teprve ve 20. století začaly vycházet její básně v původním, neupraveném znění. Narodila se a zemřela v Amherstu ve státě Massachusetts. Přestože její rodina zaujímala významné místo ve společnosti, Emily žila a tvořila v samotě.
Po sedmi letech studia na amherstské Akademii (střední škola) pokračovala Dickinsonová v Mount Holyoke Seminary. V dívčím semináři strávila pouhý rok a poté se vrátila zpět do rodného města, které pak už prakticky neopustila. Později dokonce nevycházela ani ze svého pokoje. Obyvatelé Amherstu ji považovali za výstředního blázna kvůli její zálibě v nošení bílých šatů, neochotě vítat hosty apod. Většinu přátelství udržovala pouze písemnou formou.
Emily Dickinsonová byla velmi plodná autorka. Její tvorba čítá asi 1800 básní, z nichž téměř všechny byly vydány až po její smrti. Básnířka sama souhlasila se zveřejněním pouze sedmi básní. Všechny byly vydány anonymně a pozměněny nakladateli, aby odpovídaly tehdejším básnickým normám. Její básně ignorovaly tehdejší básnické zvyklosti například tím, že používaly poloviční rým, byly krátké a málokdy obsahovaly název. Interpunkce a psaní velkých písmen jsou další znaky, jimiž se básně Emily Dickinsonové lišily od ostatních.
Hlavními tématy jejích básní jsou smrt a nesmrtelnost, jež také dopodrobna rozebírala ve svých dopisech přátelům. Je s podivem, že básně objevila její mladší sestra Lavinia, a to až po její smrti v roce 1886. Je totiž velmi pravděpodobné, že mnoho autorčiných známých o jejím psaní vědělo.
V roce 1890 vydali její přátelé Thomas Wentworth Higginson a Mabel Loomis Toddová první básnickou sbírku Emily Dickinsonové, která ale také nezůstala beze změn.
První kompletní a nejméně pozměněnou sbírku vydal Thomas H. Johnson až v roce 1955. Dílo Emily Dickinsonové zaznamenalo nepříznivou kritiku na přelomu 19. a 20. století. Její přínos byl ale později doceněn a nyní je kritiky považována za přední americkou autorku poezie.

## Rodina a dětství
Emily Elizabeth Dickinsonová se narodila 10. prosince 1830 v Amherstu u Bostonu. „Městečko bylo až do konce občanské války v roce 1865 (..) puritánským mikrokosmem, zcela uzavřeným před novými ekonomickými a myšlenkovými proudy, které později puritanismus rozbily“. Dickinsonovi přišli do Nového světa o dvě stě let dříve, během „velké migrace“ puritánů. Tehdy se jim velice dařilo. Dědeček Emily, Samuel Dickinson založil téměř bez cizí pomoci Amherstskou univerzitu (Amherst College). V roce 1813 také nechal na hlavní ulici v Amherstu vystavět prostorný panský dům, který pak rod Dickinsonů obýval téměř jedno století. Prvorozený syn Samuela Dickinsona, Edward, pracoval téměř 40 let jako pokladník Amherstské univerzity. Několik období působil jako státní zákonodárce a 2 roky byl reprezentantem New Hampshiru v Kongresu. Dne 6. května 1828 se oženil s Emily Norcrossovou z Monsonu a spolu přivedli na svět tři děti:
- William Austin (1829–1895), známý pod jmény Austin, Aust nebo Awe
- Emily Elizabeth
- Lavinia Norcross (1833–1899), známou také pod přezdívkou Vinnie

Rodina byla přísně puritánská se starozákonně dominantním postavením otce. Básnířčina matka Emily byla nevýrazná osobnost. Dickinsonová měla o rok staršího bratra Austina, s nímž si byla blízká povahou, a o tři roky mladší sestru Lavinii, která byla její celoživotní důvěrnicí.
Podle všeho byla malá Emily dobře vychovaná. Když jí byly dva roky, strávila delší dobu v Monsonu u tety Lavinie, ta ji popsala jako „spokojené a bezproblémové dítě“. Také si povšimla dívčina výjimečného vztahu k hudbě a klavírního nadání.
Dickinsonové se dostalo tradičního viktoriánského vzdělání. Její otec považoval studium za velmi důležité, dokonce svým dětem posílal dopisy z obchodních cest, ve kterých jim připomínal aby „chodily do školy a učily se, aby mu mohly říct, co se všechno naučily, až se vrátí“. Zatímco o svém otci básnířka pokaždé hovoří v přívětivém tónu, z její korespondence se zdá, že její matka k ní byla chladná a lhostejná. V dopise blízkému příteli píše: „když jsem jako dítě hledala útěchu, vždycky jsem běžela domů za Awem (Austin). Byla hrozná matka, ale lepší než žádná.“
Dne 7. září 1840 Dickinsonová a její sestra Vinnie začaly společně studovat na amherstské Akademii, což byla ještě dva roky předtím pouze chlapecká škola. V té době koupil Emilyin otec nový dům. Austin toto nové obrovské sídlo později popsal jako „panství“, na kterém vládne on a Emily jako “pán a paní”, když zrovna nejsou jejich rodiče doma. Dům měl vyhlídku na amherstský hřbitov, který místní duchovní popsal jako strach nahánějící pustinu.

## Dospívání
Dickinsonová strávila sedm let na Akademii (střední škola), kde měla předměty jako anglickou a klasickou literaturu, latinu, botaniku, geologii, historii, „filozofii duše“ a aritmetiku. Kvůli nemoci musela několikrát školu přerušit. Ve školním roce 1845–1846 navštěvovala školu pouhých jedenáct týdnů.
Již od mládí trpěla úzkostmi ze stále více přítomné hrozby smrti. Nejvíce ji trápilo pomyšlení na smrt blízkých. Když Sophia Hollandová, její druhá sestřenice a blízká přítelkyně, onemocněla tyfem[nepřesný odkaz] a v roce 1844 zemřela, Emily se psychicky zhroutila. Při vzpomínce na její smrt o dva roky později napsala: „kdyby mi nedovolili se o ni starat nebo jí jen pohlédnout do tváře, zemřela bych také“.
Emily začala být velmi melancholická a proto ji rodiče odvezli za příbuznými do Bostonu. Po uzdravení těla i ducha se vrátila na amherstskou Akademii a pokračovala ve studiu. V tomto období se poprvé setkala s lidmi, kteří se později stali jejími celoživotními přáteli – Abiah Rootová, Abby Woodová, Jane Humphreyová a Susan Huntington Gilbertová (ta se později provdala za Emilyina bratra Austina).
V roce 1845 se v Amherstu konalo náboženské shromáždění, během něhož se zúčastnilo svatého přijímání 46 básnířčiných vrstevníků. Později o tom píše své přítelkyni: „Nikdy jsem nebyla tak klidná a šťastná jako když jsem si na ten krátký okamžik myslela, že jsem našla svého spasitele. Rozmlouvat s Bohem v samotě a cítit, že vyslechne všechny mé modlitby mi přináší největší uspokojení“. Toto nadšení ovšem nemělo dlouhého trvání: Dickinsonová nikdy oficiálně nepřiznala svoji víru a bohoslužeb se pravidelně účastnila jen pár let. Když kolem roku 1850 přestala chodit do kostela, složila báseň, která začíná slovy: „Svátek se světí návštěvou mše – já nevyjdu z domova –. V posledním ročníku Akademie se Emily spřátelila s Leonardem Humphreym, novým, mladým a oblíbeným ředitelem. Později se o něm zmiňuje jako o „mistrovi“, takto nazývala jen muže, jejichž moudrost, rady či lásku často vyhledávala.
Dne 10. srpna 1847 ukončila Dickinsonová studium na Akademii a přihlásila se do dívčího semináře Mount Holyoke Mary Lyonové (později znám jako Univerzita Mount Holyoke) v South Hadley vzdáleném asi 20 kilometrů od Amherstu. V semináři zůstala pouze 10 měsíců. I když si spolužačky z Holyoke oblíbila, s žádnou z nich nenavázala hlubší přátelství.
Vysvětlení pro její brzký odchod z Holyoke se nabízí několik: chatrné zdraví, rozhodnutí otce, revolta vůči evangelické horlivosti ve škole, antipatie k učitelům posedlým disciplínou, nebo jen stesk po domově. Není známo, který z těchto důvodů nakonec vedl k rozhodnutí školu opustit, nicméně Austin Dickinson, Emilyin bratr, se 25. března 1848 objevil v Holyoke s nařízením odvézt ji domů za jakýchkoli okolností.
Po návratu do Amherstu se Emily věnovala hlavně domácnosti. Nejvíc ji bavilo pečení. Navštěvovala různé kulturní události a společenské akce ve vzkvétajícím univerzitním městě.

## Rané vlivy na tvorbu
Když bylo Dickinsonové osmnáct let, její rodina se spřátelila s mladým advokátem Benjaminem Franklinem Newtonem. Z dopisu napsaného básnířkou dva roky po Newtonově smrti se dozvídáme, že pracoval s jejím otcem „dva roky předtím než odešel do Worcesteru, aby tam pokračoval ve studiích; pro naši rodinu jistě znamenal mnoho“.
Vztah Dickinsonové s Newtonem pravděpodobně nebyl milostný. Newton na ni měl formativní vliv a byl druhým z řady starších mužů (po Humphreyovi), které básnířka oslovovala “můj učiteli, pane“. Newton jí seznámil s dílem Williama Wordswortha a daroval jí první básnickou sbírku Ralpha Waldo Emersona, která jí otevřela nové obzory. Později píše, že „ten, jehož jméno mě naučil otcův právnický učedník, ve mně objevil ukrytý zdroj inspirace“. Newton objevil její talent. Než podlehl tuberkulóze, napsal jí, že by si přál dožít se toho, až se stane opravdovou básnířkou. Autoři publikací o životě Dickinsonové věří, že v myšlence, kterou pronesla v roce 1862: „Jako malé dítě jsem měla přítele, který mě učil o nesmrtelnosti – ale odvážíc se sám příliš blízko – již se nevrátil“, naráží na Newtona.
Dickinsonová se vyznala nejen v Bibli, ale také v tehdejší populární literatuře. Byla například ovlivněná knihou Dopisy z New Yorku Lydie Childové, další pozornost od Newtona (když dočetla, rozplývala se nad dílem: „Toto je tedy kniha! A takových je ještě víc!“). Její bratr kvůli ní propašoval do domu Kavanagh od Henryho Wadswortha Longfellowa (jejich otec by takovou četbu nejspíš nepovažoval za vhodnou) a přítel jí půjčil Janu Eyrovou od Charlotte Brontëové. Vliv Jany Eyrové se nedá přesně vymezit, ale když si Dickinsonová pořídila prvního a posledního psa, novofundlanďana, pojmenovala ho po psovi reverenda Johna Riverse (postava z Jany Eyrové) – Carlo. Dalším, kdo měl obrovský vliv na spisovatelčin život, byl William Shakespeare. Emily napsala, poukazujíc na jeho genialitu, jedné ze svých přítelkyň: „Proč stisknout jinou ruku než jeho? Nač jsou další knihy?“

## Dospělost a izolace
Na počátku roku 1850 Dickinsonová napsala, že „letošní zimu Amherst oplývá životem a radostí. Je to tak úžasné město!“ Její nadšení se ale brzy změnilo v melancholii. Bujarost se rychle vytratila po další předčasné smrti přítele. Tentokrát šlo o ředitele amherstské Akademie Leonarda Humphreyho, kterého ve 25 letech ranila mozková mrtvice. Dva roky po jeho smrti se svěřila přítelkyni Abiah Rootové s hloubkou své deprese: „někteří přátelé odešli, jiní usnuli – usnuli spánkem hřbitovním – smutné jsou večery – jež jsem kdysi věnovala studiu – můj pán odešel odpočívat a mně vhání slzy do očí pohled na nalistovanou stránku a osamělého studenta ve škole; nemohu ty slzy setřít, ale neudělala bych to ani kdybych mohla, protože to je jediná poklona, kterou mohu zesnulému Hupmhreymu složit“.
V 50. letech 19. století projevovala Emily nejvroucnější náklonnost „sestře” Susan Gilbertové. Dohromady jí poslala přes tři sta dopisů tj. víc než komukoliv jinému. Ve svých „líbesbrífech” se často domáhala citu a dávala najevo obavy z neopětovaných sympatií. Sue k jejím pocitům zůstávala chladná a často na ni byla i nepříjemná. Emily tento bouřlivý vztah ustavičně zraňoval. Sue se v roce 1856 (po čtyřleté známosti) provdala za Austina, jejich manželství však nebylo šťastné. Austinův otec, Edward Dickinson postavil na západní straně jejich pozemku dům pro novomanžele – „Evergreens”.
Dickinsonová až do roku 1855 nepodnikla žádnou delší cestu z rodného Amherstu. Na jaře 1855 se s matkou a se sestrou vydaly na nejdelší výlet v jejím životě. Ve Washingtonu, kde jejich otec zastupoval v Kongresu stát Massachusetts, strávily tři týdny. Pak jely navštívit rodinu do Filadelfie, kde zůstaly dva týdny. Tam se také setkala s Charlesem Wadsworthem, známým pastorem Presbyteriánské církve na Arch Street, který se stal jejím novým „učitelem“. Přestože se od té doby setkali jen dvakrát (Wadsworth byl v roce 1862 přeložen do San Francisca), podařilo se jim vybudovat pevné přátelství, které trvalo až do jeho smrti v roce 1882. V dopisech ho oslovovala střídavě, „moje Filadelfie”, „můj pastor”, „můj nejdražší pozemský přítel a můj duchovní pastýř”, který mě vyvedl z dětství. V dopisech s přáteli o něm „hovořila” jako o „milenci”.
„Milenec” věděl o jejích citech jen neúplně. Snaha o naplnění této „lásky“ nepřipadala pro básnířku v úvahu, pro ni byl její jen „v představě a vetu“. Utěšovala se nadějí na posmrtné věčné spojení, nadějí založenou na náboženské víře. Tíživá situace vyvrcholila roku 1862 přeložením Wadswortha (...) v době občanské války (...). „Přehradili nás zbraněmi“, napsala básnířka. S tímto surovým faktem se už nadměrně citlivá Emily nedokázala vyrovnat v rovině fantazie, jak se jí to dařilo dosud.
V té době Emilyina matka vážně onemocněla a zůstala upoutána na lůžko až do své smrti v roce 1882. V létě 1858 píše Emily v dopise přítelkyni, že by ji navštívila, kdyby mohla „opustit dům či matku.“ Nechodím už vůbec ven ze strachu, že přijde otec a bude se po mě shánět, nebo si všimne nějaké drobnosti, na kterou jsem zapomněla.” Matka postupně slábla a starost o domácnost připadla Emily. Se zvyšujícími se nároky na péči o matku se nakonec uzavřela mezi zdmi rodinného sídla.
Vinnie o 40 let později prohlásila, že bylo zapotřebí, aby se jedna z nich obětovala a nepřetržitě se starala o jejich nemocnou matku. Emily se této role ujala dobrovolně, alespoň se tak mohla: „dál věnovat knihám a přírodě – vést život, který jí nejvíce vyhovoval“. Čím víc se stranila vnějšího světa, tím byla produktivnější. V létě 1858 zahájila práci na svém životním díle. Revidovala básně a pečlivě je uspořádávala do rukopisu. Od roku 1858 do 1865 dala dohromady čtyřicet svazků, které obsahovaly téměř osm set básní. Než byly po její smrti objeveny, nikdo o jejich existenci neměl tušení.
Ve druhé polovině 50. let 19. století začal Dickinsonovy navštěvovat Samuel Bowles, majitel a šéfredaktor časopis Springfield Republican se svou ženou Mary. Emily mu stihla poslat přes 30 dopisů a téměř 50 básní. Označuje ho sice za svého rádce a učitele, ale jeho rad ohledně svých básní nikdy neuposlechla a ponechala si svůj styl. „Právě Samuel Bowles Emily umožnil publikovat sedm z jejích básní. Velký ohlas ale tehdy skutečně nevzbudily. Byly na svou dobu příliš nekonvenční.“ 
„Od roku 1862, kdy u ní zjevně došlo k silnému citovému traumatu (Wadsworth byl přeložen do San Franciska), se datuje její naprostá izolace od okolního světa.“ 

## „Je můj verš...živý?“
Thomas Wentworth Higginson, známý básník, literární kritik, radikální odpůrce otroctví a bývalý ministr, zveřejnil v dubnu 1862 v Atlantic Monthly „Dopis mladému přispěvateli”, ve kterém vyzýval začínající básníky k dalšímu psaní a radil jim jak dosáhnout publikování jejich básní v tisku. Dickinsonová potřebovala rádce v oblasti literární tvorby a protože se nikdo takový v jejím blízkém okolí nenašel, rozhodla se, že napíše Higginsonovi. Ten její dopis dostal 15. dubna 1862. Toto datum bylo označeno za jedno z nejvýznamnějších pro americkou literaturu. Dopis zněl doslova takto:

Pane Higginsone,
jste příliš zaměstnán na to, abyste mi mohl říci, zda je můj verš živý?
Moje mysl je příliš blízko – ztrácí nadhled – a okolo mě není nikdo jiný, koho bych se mohla zeptat – 
Kdybyste cítil, že mé básně dýchají – a měl volnou chvíli povědět mi to, byla bych vám nesmírně vděčná – 
Pokud v něčem chybuji – a vy se osmělíte mě na to upozornit – pak se má úcta – k Vám ještě prohloubí – 
Přikládám své jméno – a žádám Vás – Pane – abyste mi řekl, co si opravdu myslíte? 
Že mě nezradíte – o tom není třeba se ujišťovat – spolehlivou zárukou je Vaše čest –

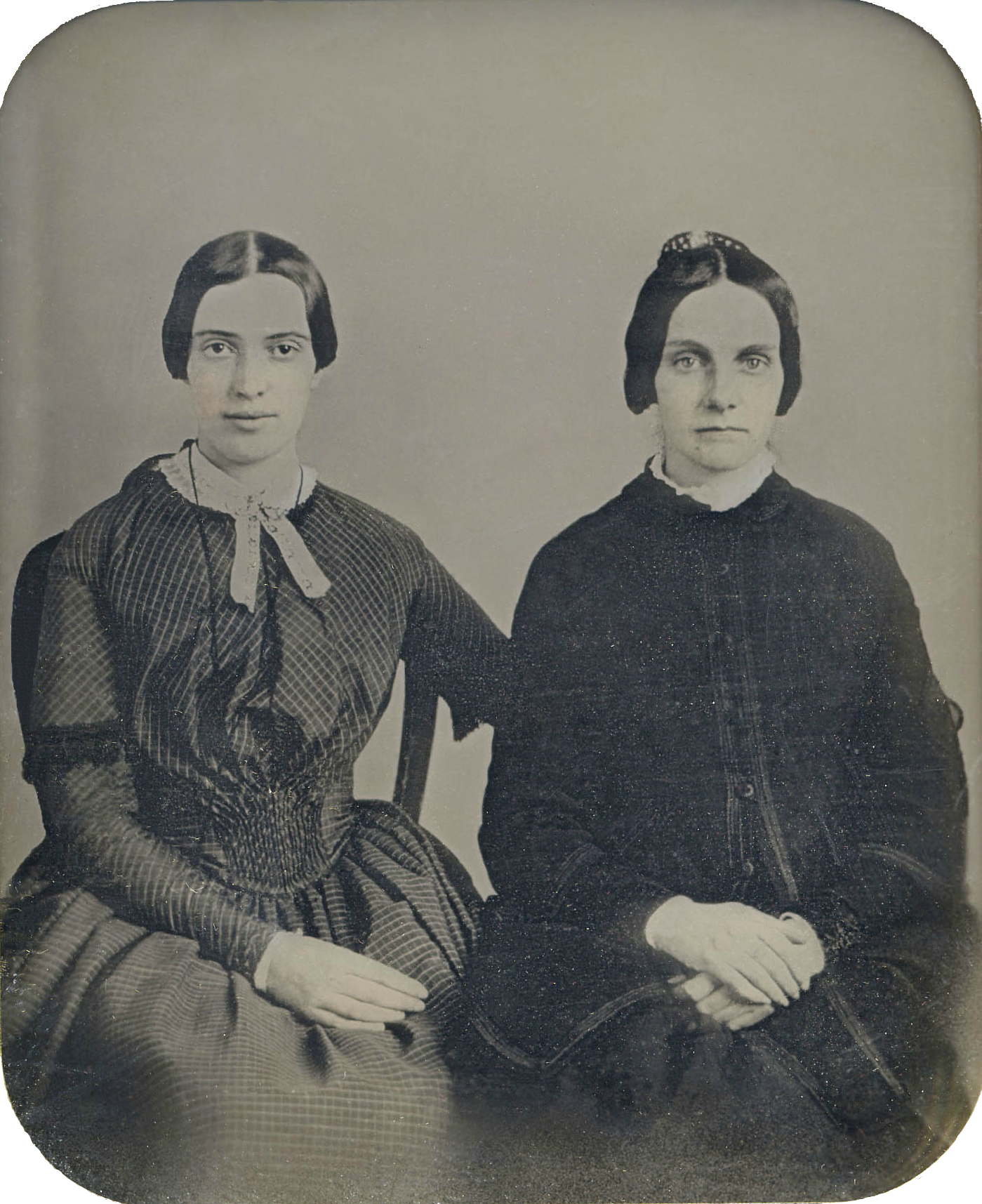
Jedna ze dvou doposud zveřejněných fotografií Emily Dickinsonové. Snímek byl pořízen v polovině 19. století, ale na veřejnosti se objevil až v roce 2000 - na internetovém aukčním serveru eBay ho nabízel Philip F. Gura, pravost není ověřená.

Dopis nebyl podepsaný, ale básnířka napsala své jméno na lístek, který vložila do obálky spolu se čtyřmi básněmi. Higginson v ní ihned spatřil talent, ale navrhl jí, aby počkala s publikováním až bude mít se psaním více zkušeností. Neuvědomoval si při tom, že pár jejích básní už bylo otištěno. Ujistila ho, že publikace je jí „tak cizí jako ploutvi obloha“. A také vyřkla: „Patří-li mi sláva, nemine mne“. Paradoxně pak Higginson spolupracoval na posmrtném vydání prvních dvou svazečků jejích básní v letech 1890 a 1891.
Začala mu posílat básně pravidelně, a ačkoliv jí dával řadu návrhů na opravy, nezměnila nikdy ani řádku, aby jej potěšila. Napsala mu: „Čtu-li knihu, a ta zmrazí celé mé tělo tak, že ani oheň mě nemůže zahřát, vím, že to je poesie. Cítím-li fyzicky, jako by špička mého srdce byla uříznuta, vím, že to je poezie. To je jediná cesta, vím to. Je snad nějaká jiná cesta?“.
V dopisech Higginsonovi se Dickinsonová vyžívala v dramatickém popisování sebe sama a v mystifikaci. Když ji žádal o fotografii, odpověděla mu: „Nemám teď žádnou fotografii, ale jsem malá jako střízlík, mé vlasy jsou divoké jako pichlavý obal kaštanu a mé oči jsou jako sherry ve skleničce, kterou nechal host.“ Svoji samotářskou povahu neskrývala. V jednom z dopisů Higginsonovi píše, že jejími společníky nejsou lidé, ale kopce, západ slunce a její pes, Carlo. Také se mu svěřila, že zatímco její matka se nezajímala o „přemýšlení“, její otec jí kupoval knihy, avšak prosil ji, aby je „nečetla – protože se bojí, že zneklidní její mysl.“
Dickinsonová si vážila Higginsonových rad, a v dopisech ho začala oslovovat „Drahý příteli“ a podepisovala se jako „Váš Skřítek“ a „Vaše Žačka“. Higginsonův zájem jí zajisté dodal sebedůvěru a morální podporu. Roku 1869 Dickinsonová s trochou nadsázky napsala Higginsonovi, že jí v roce 1862 zachránil život. Jejich korespondence trvala až do autorčiny smrti.

## Bílá paní
Ve druhé polovině šedesátých let produktivita Dickinsonové prudce klesla. Možnou příčinou je smrt jejího psa a ztráta pomocnice v domácnosti. Básnířku nejspíš nové povinnosti vyčerpávaly natolik, že už nestíhala to, co předtím.
Carlo byl Emilyiným společníkem šestnáct let. Po jeho smrti si už nového psa nepořídila. V roce 1866 navíc opustila po devíti letech dům i služka a rodina za ni našla stálou náhradu až v roce 1869. Emily opět řídila běh domácnosti.
V tomto období se její chování začalo měnit. Neodcházela z domu pokud to nebylo nezbytně nutné a s návštěvami hovořila z předsíně nebo se schodů. V Amherstu byla proslulá tím, že když už se objevila na veřejnosti tak výhradně v bílých šatech. Jen málo místních lidí, kteří si s ní dopisovali ji spatřilo v posledních patnácti letech jejího života. Austin a jeho rodina se rozhodli chránit Emilyino soukromí, a proto o ní nemluvili s lidmi mimo okruh rodiny.
Emily často darovala návštěvám krátké básně nebo květiny a měla velmi hezký vztah k dětem. Mattie Dickinson, druhý potomek Austina a Sue prohlásil, že: „Teta Emily byla symbolem porozumění“ MacGregor (Mac) Jenkins, syn přátel rodiny, napsal v roce 1891 krátký článek nazvaný „Vzpomínka dítěte na Emily Dickinsonovou“, kde o ní píše, že se vždycky snažila pomáhat dětem ze sousedství.
Higginson chtěl aby se mu přijela představit do Bostonu. Ona to ale odmítla se slovy: „Pokud Vám to Vaše pohodlí dovolí, budu ráda, když přijdete až sem do Amherstu, já ovšem pozemek svého otce nepřekročím.“ Teprve v roce 1870 se odhodlal přijet. Později si zaznamenal své první dojmy z ní: „malá obyčejná žena se dvěma prameny nazrzlých vlasů; oblečená ve velmi prostém, čistě bílém oděvu.“ Též cítil, že ještě nikdy nebyl nablízku někomu „kdo by mě tak stresoval (vysával). Aniž bych se jí dotkl, odtahovala se ode mne. Jsem rád, že nemusím žít v její blízkosti.“ Druhou a poslední návštěvu vykonal roku 1873.
Podle badatelky Judith Farr byla Dickinsonová za svého života „známá širší veřejnosti více jako zahradnice než básnířka“. Dickinsonová se zajímala o botaniku od devíti let a ve dvanácti začala pečovat o zahradu u rodinného domu, kterou znali a obdivovali lidé z širokého okolí. V pubertě sestavila 66 stránkový herbář obsahující 424 druhů rostlin, které nasbírala, roztřídila a označila podle Linného systému.
Zahrada nezůstala zachována a Dickinsonová si nevedla zápisky ani seznamy rostlin. Částečně její podobu poodkrývají dojmy a vzpomínky rodiny a přátel. Autorčina neteř si pamatovala na: „koberce z lilií a macešek, čety hrachorů a tolik hyacintů, že by to včelám mohlo přivodit trávicí potíže; stuhy pivoňkových keříků, záplavy narcisů a měsíček pro rozptýlení – motýlí utopie.“
Dickinsonová šlechtila hlavně vonné exotické rostliny. Ráda svým přátelům posílala vázané květiny a někdy přidala i verš, ale podle ní jim: „udělala větší radost kytice nežli poezie“.
Dne 16. června 1874 zemřel v Bostonu Edward Dickinson. Skromný pohřeb se konal ve vstupní hale rodinného sídla. Emily zůstala ve svém pokoji, jen dveře nechala pootevřené. Nezúčastnila se ani vzpomínkové slavnosti 28. června. „Jeho srdce bylo čisté a ohromné“, napsala Emily Higginsonovi po otcově smrti, „a myslím, že takové jiné neexistuje“. O rok později, 15. června 1875, byla i Emilyina matka stižena mrtvicí. Nezemřela, ale zůstala částečně ochrnutá a trpěla poruchou paměti. Emily hořekovala nad stále se zvětšující matčinou duševní i tělesnou neschopností: „Tenhle domov je domovu tak vzdálený“.
Ve druhé polovině 70. let došlo v životě Emily Dickinsonové k dvěma důležitým událostem. Pro ni jako básnířku mělo velký význam její seznámení a spřátelení se s tehdy uznávanou spisovatelkou a básnířkou Helen Huntovou-Jacksonovou, k němuž došlo prostřednictvím T. W. Higginsona. (Emily s ní sice chodila v dětství krátkou dobu do školy, ale tehdy se nesblížily.) Její obdiv k básnířčině poezii a její úsilí, aby ji přinutila publikovat, znamenaly pro Emily Dickinsonovou významné ujištění o ceně vlastní tvorby. Emily se také zřejmě stala modelem pro hlavní postavu Jacksonové prózy Mercy Philbrick's Choice (Volba Mercy Philbrickové). V roce 1872 se básnířka seznámila se soudcem Nejvyššího soudu v Massachusetts, Otisem Phillips Lordem ze Salemu, jenž se stal jejím posledním „mistrem“. Existuje domněnka, že když Lordova manželka v roce 1877 zemřela, sblížili se s Emily a jejich vztah přerostl v romanci, ale jediný důkaz – dopisy, byly zničeny. Dickinsonová našla v Lordovi spřízněnou duši, zejména co se týče literatury; v pár dochovaných dopisech, které si mezi sebou vyměnili, je hojně citován Shakespeare (Othello, Antonius a Kleopatra, Hamlet a Král Lear). Higginson jí dal kompletní konkordanci k Shakespearovi, kterou napsal Cowden Clarke v roce 1877.
Dickinsonová mu napsala: „Zatímco jiní chodí do kostela, já mám svůj vlastní, cožpak Vy nejste můj kostel, a nemáme snad vlastní hymnus, který nezná nikdo kromě nás?“ Oslovovala ho „Můj líbezný Saleme“ a obřadně si psávali každou neděli. Na tu se Emily velmi těšila, z útržku jejího dopisu se také dozvídáme, že „úterý je velmi depresivní den“. Po vážné nemoci, která trvala několik let, Otis Lord v březnu 1884 zemřel. Dickinsonová jeho smrt nazvala „nejposlednější ztrátou“. O dva roky dříve 1. dubna 1882, zemřel na dlouho trvající nemoc i Charles Wadsworth, Emilyin „duchovní pastýř, který ji vyvedl z dětství“ a na podzim téhož roku zemřela i její matka.

## Umírání a smrt
Emily Dickinsonová sice nepřestala psát ani v posledních letech života, ale své básně už neredigovala a neorganizovala do rukopisů. Také zapřisáhla Vinnie, aby až zemře, spálila všechny její poznámky. Vinnie, která se také neprovdala, žila v rodinném domě až do své smrti v roce 1899.
Osmdesátá léta byla pro Dickinsonovy těžké období. Austin, nenávratně odloučený od Sue, se v roce 1882 zamiloval do Mabel Loomis Toddové, manželky profesora na Amherstské univerzitě, která se nedávno přistěhovala. Toddová se s Dickinsonovou nikdy nesetkala, ale zaujala ji a řekla o ní: „Dáma, kterou ostatní považují za Mýtus“. Kvůli milostnému poměru s Mabel se Austin postupně víc a víc odtrhával od rodiny a Sue z toho onemocněla žalem.
Roku 1883 zemřelo na skvrnitý tyfus třetí a nejmladší dítě Austina a Sue – Gilbert, Emilyin nejoblíbenější synovec. Jedna smrt následovala druhou a to Dickinsonové obrátilo celý život naruby. Na podzim 1884 napsala: „Úmrtí mých blízkých jsou pro mě příliš tragická, než se dokážu vzpamatovat ze smrti jednoho člověka, zemře další“. V létě téhož roku najednou před očima uviděla „obrovskou přibližující se temnotu“ a omdlela. Z bezvědomí se probudila až v noci a několik dalších týdnů byla upoutaná na lůžko.
Dne 30. listopadu 1885 vyděsila její slabost a další symptomy Austina natolik, že zrušil cestu do Bostonu. Emily zůstala několik měsíců upoutána na lůžko, ale na jaře se jí ještě podařilo poslat pár posledních dopisů. Poslední dopis napsala svým sestřenkám, Louise a Frances Norcrossovým: „Sestřenky, byla jsem povolána zpět, Emily“.
Dne 15. května 1886 Emily Dickinsonová zemřela, bylo jí 55 let. Austin si zapsal do deníku: „Ten den byl strašný! Přestala dýchat tím strašným dechem, těsně než hodiny odbily šest hodin (odpoledne)“. Rodinný lékař uvedl jako příčinu smrti Brightovu nemoc a délku jejího trvání odhadl na dva a půl roku.
Emily Dickinsonová byla pohřbená v bílé rakvi s kyticí z otočníku vonícím po vanilce a střevíčníku pantoflíčku. Pohřební obřad se uskutečnil v knihovně a byl prostý a krátký; Higginson, který se s ní setkal jen dvakrát, přečetl autorčinu oblíbenou báseň: „No Coward Soul is Mine“ (Zbabělost je mi cizí) od Emily Brontëové. Dickinsonová si přála, aby jí na poslední cestě „nevezli, ale nesli přes pryskyřníkové pole“. Pohřbena byla v rodinném hrobě.

## Výbory poezie
- Poems by Emily Dickinson. Boston, Roberts Brothers, 1890
- Poems by Emily Dickinson. Second series. Boston, Roberts Brothers, 1891
- Letters of Emily Dickinson. Boston, Roberts Brothers, 1894
- Poems by Emily Dickinson. Third series. Boston, Roberts Brothers, 1896
- The Single Hound. Boston, Little, Brown, 1914
- The Complete Poems of Emily Dickinson. Boston, Little, Brown, 1924
- Further Poems of Emily Dickinson. Boston, Little, Brown, 1929
- The Poems of Emily Dickinson. Boston, Little, Brown, 1930
- Emily Dickinson Face to Face. Boston, Houghton Mifflin, 1932
- Unpublished Poems of Emily Dickinson. Boston, Little, Brown, 1935
- Poems by Emily Dickinson. Boston, Little, Brown 1937
- Bolts of Melody. New York, Harper, 1945
- The Poems of Emily Dickinson. Cambridge, Harvard University Press, 1955

## Odraz v kultuře
- Robert Křesťan natočil v roce 2002 album 1775 básní Emily Dickinsonové, které obsahuje i stejnojmennou píseň.
- Simon & Garfunkel v písni The Dangling Conversation zpívají „A četla jsi svou Emily Dickinson, a já svého Roberta Frosta...“
- John Green jí v knize „Hvězdy nám nepřály“ označuje za autorku básně Císařský neduh, která byla inspirací k napsání fiktivního románu se stejným názvem, jedné z jeho fiktivních postav této knihy, Petera Van Houtena.
- John Adams: Harmonium – skladba pro sbor a orchestr, která by mohla být považována za sborovou symfonii ve všem kromě jména, byla napsána v letech 1980–1981 pro první sezónu Louise M. Davies Symphony Hall v San Franciscu v Kalifornii. Dílo je založeno na básních Johna Donnea a Emily Dickinson.
- Dickinson (2019) – americký historicko-komediální dramatický televizní seriál stanice Apple TV+, Emily Dickinson ztvárnila Hailee Steinfeld.

## Taylor Swift
Taylor Swift a Emily Dickinson jsou vzdálené příbuzné.